# 쭈쭈바

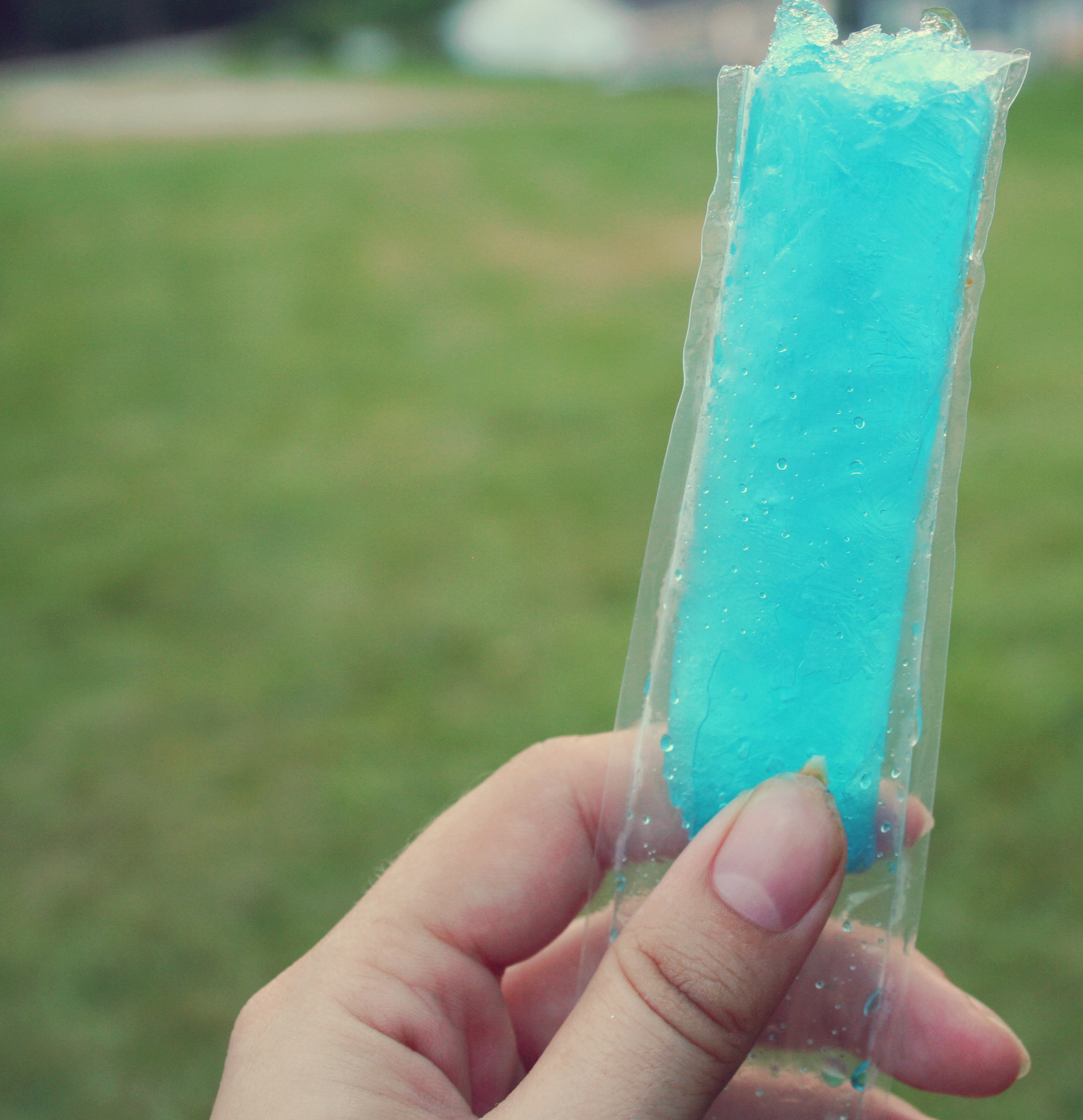
쭈쭈바

쭈쭈바, 프리지(freezie) 또는 프리즈 팝(freeze pop)은 아이스 팝과 유사한 수성 냉동 과자이다. 둥글거나 평평한 플라스틱 케이스 또는 튜브 안에 설탕물, 과일 주스 또는 퓌레와 같은 향이 나는 액체를 얼려서 만든다. 쭈쭈바는 아이스 팝과 달리 플라스틱 슬리브에 들어 있기 때문에 냉장 보관이 필요하지 않다. 이것들은 또한 아이스 팝처럼 단단하게 얼릴 필요가 없으며 슬러시와 비슷한 일관성을 가질 수 있다. 쭈쭈바는 체리, 오렌지, 레몬 라임, 수박, 크림 소다, 블루 라즈베리, 포도 등 다양한 맛으로 판매된다. 대한민국에서는 빠삐코, 크런치킹, 뽕따 등이 유명하다.

## 역사
미국에 냉동고의 개념을 도입한 최초의 브랜드는 1963년 젤 서트(Jel Sert)가 인수한 팝아이스(Pop-Ice)였다. 6년 후인 1969년에 젤 서트는 플라-보-아이스(Fla-Vor-Ice)라는 자체 냉동고 브랜드를 출시했다. 이 제품은 인기를 얻었고 회사의 베스트 셀러 브랜드가 되었다. 오터 팝스(Otter Pops)는 1970년대에 설립되었으며 서해안 냉동고 시장을 장악하기 위해 성장했다. 1996년 젤 서트가 이 회사를 인수하여 젤 서트는 미국 최대의 냉동고 공급업체가 되었다.
캐나다에서는 키스코(Kisko)가 자메이카 킹스턴(Kingston)에서 회사를 이전한 후 토론토 지역에서 생산을 시작한 1977년부터 미스터 프리즈(Mr. Freeze) 브랜드로 프리지스(Freezies)를 만들고 있다. 영국 제도에서는 미스터 프리즈(Mr. Freeze)라는 관련 없는 브랜드가 1966년부터 판매되었다.